# Мель, Пепе
Хосе (Пепе) Мель Перес (исп. José "Pepe" Mel Pérez; род. 28 февраля 1963, Мадрид) — испанский футболист, игравший на позиции нападающего.
Во втором дивизионе чемпионата Испании Пепе Мель сыграл 215 игр и забил 78 голов в течение 8 сезонов, которые он провёл в «Реал Мадрид Кастилья», «Кастельоне» и «Бетисе». С «Бетисом» ему удалось пробиться в элитный дивизион испанского футбола.
В 1999 года Пепе Мель перешёл на должность тренера. Особенно неплохо он проявил себя с такими клубами, как «Райо Вальекано» и «Бетис», с которым ему удалось выиграть Сегунду и попасть в Примеру.
В конце февраля 2017 года подписал контракт до конца сезона с «Депортиво».